# Петар Николајевић Молер
За друге употребе, погледајте Молер (вишезначна одредница).
Петар Николајевић Молер (Бабина Лука, 1775 — Београд, лето 1816) био је војвода соколске нахије из Првог српског устанка и председник Народне канцеларије (владе Србије) од 1815. до 1816. године током Другог српског устанка.

## Биографија
Петар Николајевић Молер рођен је у селу Бабина Лука, у Ваљевској нахији. Он је изучио сликарску вештину и био познат по радовима у више манастира у предустаничком периоду, па је по томе и добио надимак Молер. Био је синовац Хаџи Рувима, ког су дахије погубиле за време Сече кнезова. У време Сече кнезова Молер се налазио у Београду, где је украшавао двор Кучук-Алије. Успео је да побегне из Београда и придружи се устаницима.
У Првом српском устанку истакао се у бици код села Јеленче. Током устанка осликао је Карађорђеву задужбину у Тополи. Био је војвода соколске нахије до лета 1812. године, после њега на тој позицији је био Цинцар Марко Костић. Приликом одбране Лознице 1813. морао је због недостатка мастила својом крвљу да испише писмо устаничким вођама.
После пропасти устанка пребегао је у Аустрију, али се вратио у Србију почетком Другог српског устанка, 11. маја 1815. године заједно са Стојаном Чупићем, Симом Катићем, Симом Ненадовићем, Николом Смиљанићем и другима. Наводи се да је Молер уочи Другог српског устанка ископао један француски топ који је Јаков Ненадовић заробио од Турака заједно са Француским артиљерцима и да је то био један од четири топа коришћена у Другом српском устанку. Током устанка истакао се у борбама на Дубљу.
Био је председник Народне канцеларије (владе) у периоду од 1815. до 1816. Петар Николајевић Молер и владика Мелентије Никшић убрајају се у прве опозиционаре кнезу Милошу Обреновићу и као такви су убијени већ 1816. године. У лето 1816. у затвору у Београду је једне ноћи удављен по налогу Марашли Али - паше захваљујући залагању кнеза Милоша.

## Наследници
Био је ожењен Миљаном чија је сестра Мирјана била удата за проту Матеју Ненадовића. Имали су четворо деце, од којих је најстарија ћерка Јелица (крајем 18. века - 1868) била удата за Марка Протића, свештеника у Цапарићу, Преостало троје деце су били врло млади по његовој смрти. То су били синови Ранко и Симеон - Сима Молеровић и ћерка Ана, удата за Петра Лазаревића Цукића, чији је син Коста Цукић. Поменути синови Симеон и Рајко Петровић (узели презиме по оцу Петру) живели су 1828. године у Београду, где се јављају као пренумеранти.
Три сина његовог брата били су такође сликари — Јеремија Михаиловић, Аверкије Михаиловић и свештеник Јанко Михаиловић Молер, чији је син Петар Протић био први српски школовани артиљеријски официр и први Србин управитељ Тополивнице у Крагујевцу.

## Почасти
Молер је важио за врло писменог и речитог човека, о чему сведоче и ове Карађорђеве речи: Ко ми надговори Чупића и натпише Молера, даћу  му што год затражи!  Молер је одржавао пријатељства и са бројним ученим људима, међу којима је био и Доситеј Обрадовић.
Једна улица на Врачару носи име Петра Николајевића Молера. Почетком марта 2022. му је у тој улици, у Парку српско-грчког пријатељства подигнут и споменик.

## Галерија
- Молерова улица у Београду
- Табла у Молеровој улици
- Споменик Петру Молеру у Београду